# Apolloniakapelle (Ahrem)

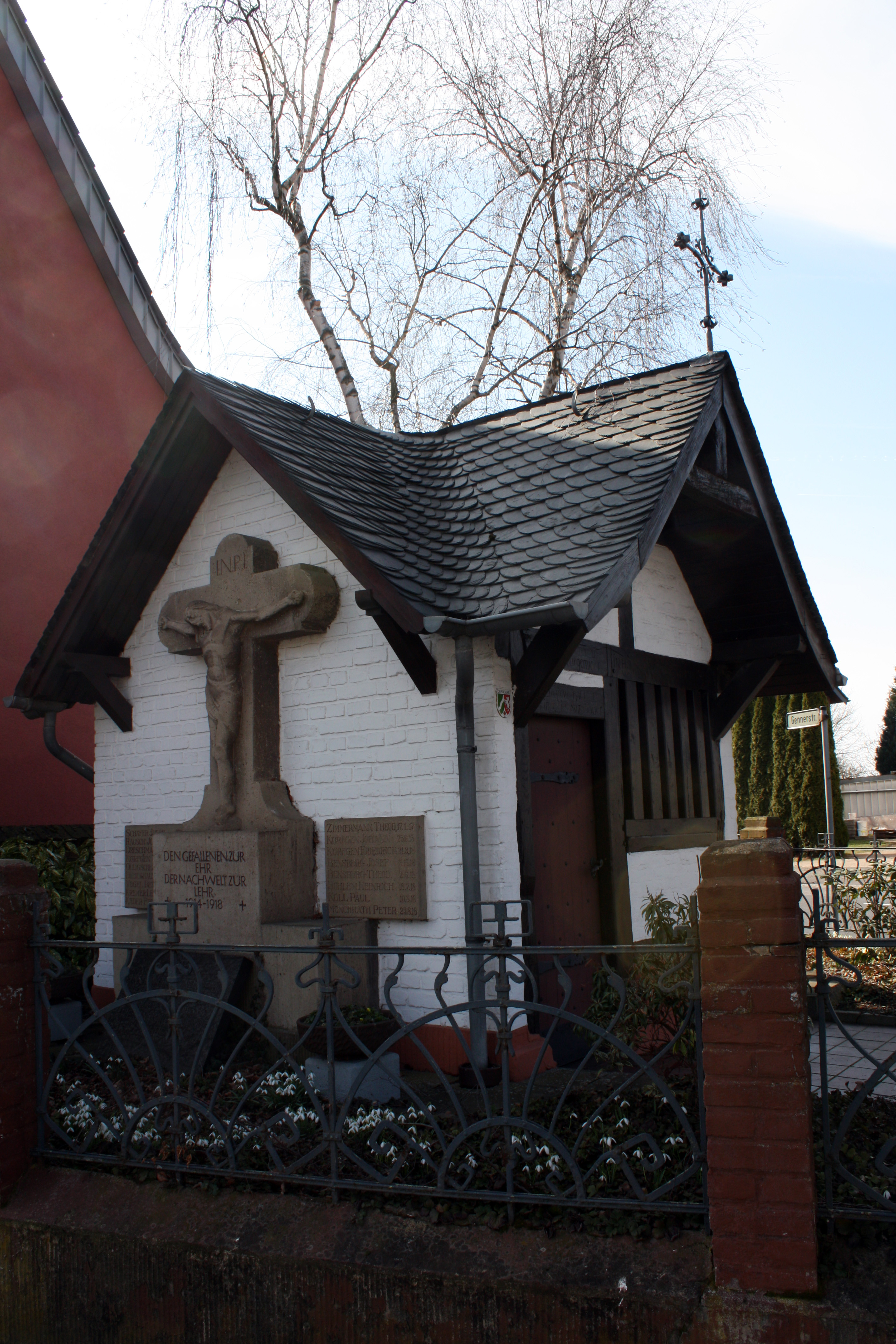
Apolloniakapelle, 1691

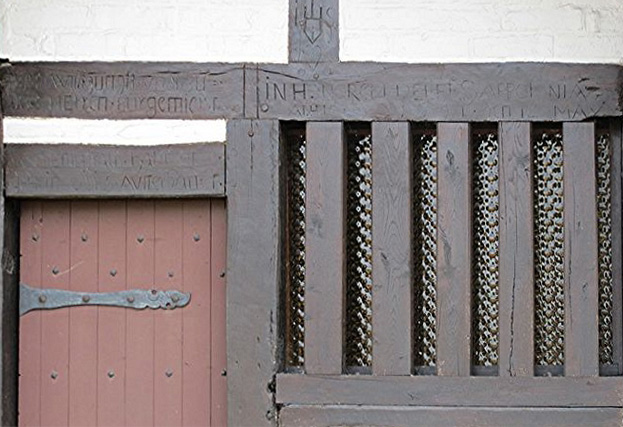
Beschriftung der Balken, zum Teil stark verwittert

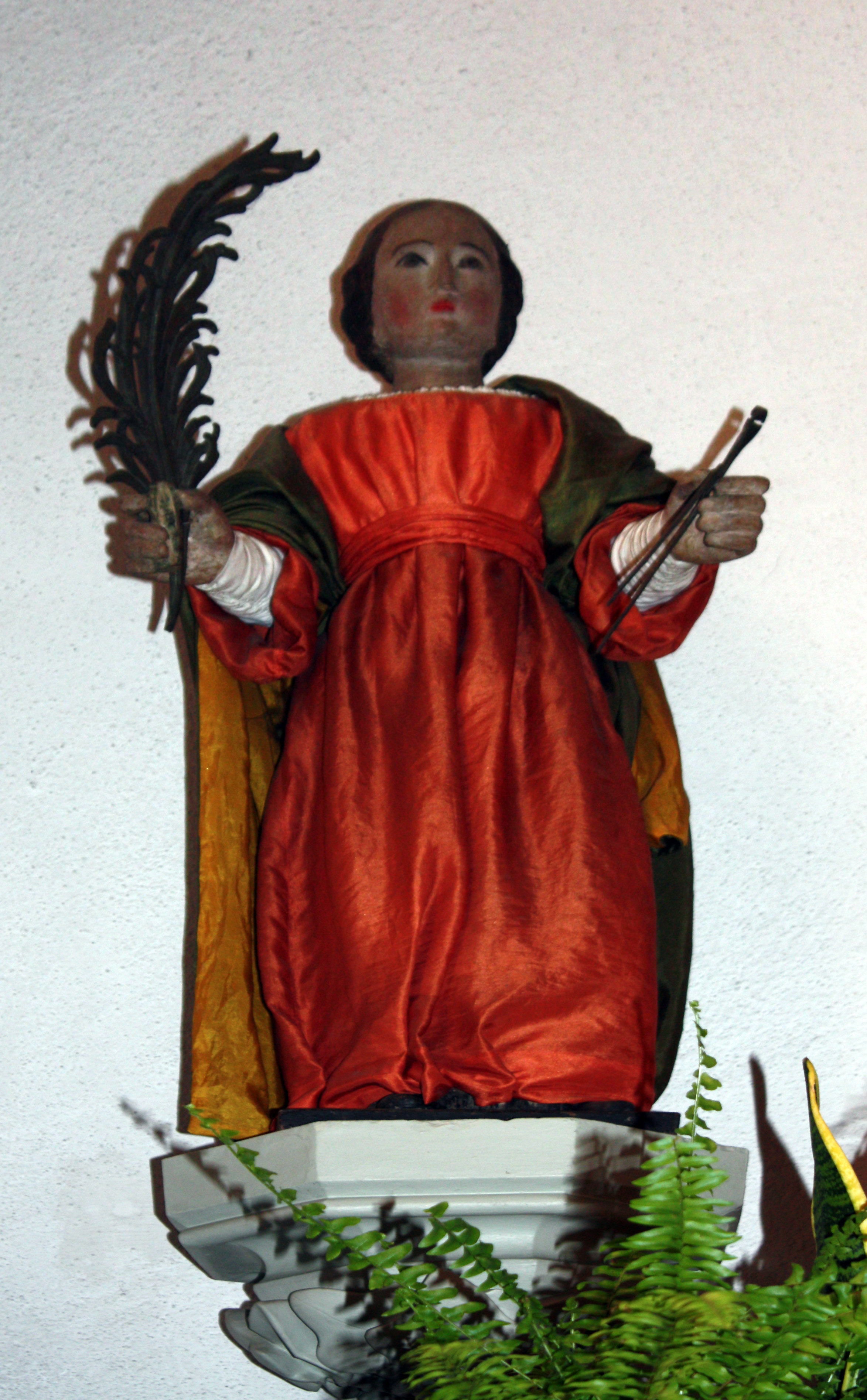
Statue der heiligen Apollonia

Die unter Denkmalschutz stehende Apolloniakapelle in Ahrem, einem Stadtteil von Erftstadt im Rhein-Erft-Kreis (Nordrhein-Westfalen), ist eine kleine am Ende des 17. Jahrhunderts errichtete Wegekapelle. Sie steht in der Ortsmitte an der nach Friesheim führenden Gennerstraße und der Straße Am Hermeshof. 

## Geschichte

### Baugeschichte
Die Kapelle, auch Heiligenhäuschen genannt, wurde ursprünglich in Fachwerkbauweise in unmittelbarer Nachbarschaft des Hermeshofes und auf dessen Baugrund errichtet. Sein Besitzer, der Kölner Bürgermeister von Imstenrath, gab als Herr des damals noch Pützhof genannten Hermeshofes nicht nur seine Zustimmung, sondern unterstützte das Bauvorhaben auch durch eine Spende. Details dieser Vereinbarung wurden durch die Inschrift über dem Türsturz der Kapelle festgehalten. In ihr heißt es: „Mit Bewilligung und Zusteuer Herren Bürgermeister von Emstrath hat hiesige Gemeinde diese auferbaut. Anno 1691 den 12. May“. 
Eine weitere lateinisch verfasste Inschrift „IHS IN HONOREM DEI ET S. APOLLONIA“ befindet sich auf dem Balken über dem Fenster neben der Eingangstür. Sie besagt, dass die Kapelle zu Ehren Gottes und der heiligen Apollonia erbaut wurde. 

### Verehrung der heiligen Apollonia
Die Verehrung der heiligen Apollonia, deren Schutz und Hilfe von den Gläubigen bei Zahnschmerzen erfleht wurde, förderten die Lechenicher Franziskaner nach Kräften. 1671 hatte der Konvent einen Zahn der Heiligen Apollonia als Reliquie erhalten, der seitdem in der Klosterkirche verehrt wurde.
Seitdem wurde es Brauch, dass die am 9. Februar, dem Festtag der heiligen Apollonia, zur Klosterkirche nach Lechenich ziehenden Pilger zur Verehrung der Heiligen in Ahrem Rast hielten, um in der Kapelle zu beten. Im Innern der Kapelle stand eine Statue der Schutzpatronin, eine so genannte „Ankleidefigur“. Zu ihrer Ausstattung gehörten mehrere wertvolle Kleider, aus deren Auswahl sie an Festtagen von den Frauen des Ortes geschmückt wurde.
Durch die Säkularisation kam die Reliquie bei der Aufhebung des Klosters in die Pfarrkirche St. Kilian nach Lechenich, in der die Tradition der Apolloniaverehrung fortgesetzt wurde.

## Heutige Kapelle
Die Gefache der Kapelle, die in späterer Zeit nachträglich mit Backsteinen ausgemauert wurden und die ebenso erneuerten Seitenwände erhielten einen weißen Anstrich. Vor der Ostseite des Gebäudes erinnert ein steinernes Kreuz als Denkmal an die Gefallenen des Ersten Weltkrieges. 
Bei einer Restaurierung in den 1980er Jahren wurde der Text über dem Türsturz fehlerhaft verändert. Aus der Formulierung „der Zusteuer des Herrn von Imstenrath“ wurde ein „Zuslag“. Der frühere Text ist durch eine erhaltene Abbildung im Heimatkalender des Kreises Euskirchen nachweisbar.
Die Kapelle wurde vor einigen Jahren von Ahremer Bürgern renoviert und die in Ahrem ebenfalls traditionell bestehende Marienverehrung in die Apolloniakapelle übertragen. Ein Marienbild schmückt nun den Raum, der auf einer seitlichen Konsole zusätzlich mit einer Marienfigur ausgestattet wurde. Die über einige Jahre in den Monaten Mai und Oktober sonntags geöffnete Kapelle gab den Ahremer Bewohnern Gelegenheit zu Gebet und Andacht, sie bleibt derzeit jedoch geschlossen.
Die Statue der heiligen Apollonia steht nicht mehr in der Kapelle. Sie erhielt, restauriert und neu gekleidet, in der Ahremer Kirche St. Johannes der Täufer einen dauerhaften Platz über der Kanzel. 